# Walter Roshardt
Walter Roshardt (* 14. Juni 1897 in Burgdorf; † 25. September 1966 in Zürich) war ein Schweizer Maler, Grafiker, Zeichner und Zeichenlehrer. 

## Leben und Werk
Walter Roshardt besuchte die Kunstgewerbeschule St. Gallen. 1916 wechselte er an die Kunstgewerbeschule Zürich und schloss 1919 mit dem Grafik-Diplom ab. Anschliessend zog er nach St. Gallen und unterrichtete an der Kunstgewerbeschule St. Gallen.
An der Schule lernte er seine zukünftige Frau Pia, geborene Meinherz (1892–1975), kennen. Beide waren überzeugte Kommunisten und engagierten sich u. a. im Kampf gegen den aufkommenden Faschismus und für mehr Landschaftsschutz am Zürichsee.
Das Künstlerpaar zog 1921 nach Berlin und freundete sich u. a. mit Käthe Kollwitz, Bertolt Brecht und Max Liebermann an. Walter Roshardt arbeitete für das Cabaret Der blaue Vogel und entwarf Bühnenbilder sowie Kostüme. Später brachte er sich auch als Regisseur ein.
1924 kehrten Walter und Pia Roshardt in die Schweiz zurück. Walter Roshardt unterrichtete von 1926 bis 1963 als Zeichenlehrer an der Kunstgewerbeschule Zürich. Die Schülerin Getrud Bühler (1924–2022) wurde seine Muse und Geliebte. Zusammen lebten sie eine Ménage-à-trois. Weitere Schüler waren u. a. Werner Bischof, Ernst Scheidegger, Gottfried Honegger, Robert Salomon Gessner, Hans Josephsohn, Hanny Fries, Isa Hesse-Rabinovitch, Ruth Zürcher-Schlüter, Esther Matossi, Helen Kasser und Charlotte Germann-Jahn. 
Walter Roshardt illustrierte auch Bücher, u. a. von Flaubert, Stifter, Gogol oder Tolstoi. Zudem schuf er Plakate u. a. für die Schweizerische Landesausstellung 1939 und für das Schauspielhaus Zürich. Als Künstler mied Roshardt die Öffentlichkeit und weigerte sich, seine Zeichnungen auszustellen. Zudem lehnte er auch einen Eintrag ins Künstlerlexikon ab. 
Walter Roshardt und Pia Meinherz heirateten 1941. Die Ehe blieb kinderlos. Ihre letzte Ruhestätte fanden sie auf dem Friedhof Nordheim in Zürich. Da beide kein Testament hinterliessen, ging der gesamte Nachlass an zwei Kinder eines Cousins. Der Zürcher Galerist Kurt Meissner, ein Freund des Ehepaars, konnte den Erben einen Teil der Werke abkaufen.
Walter Roshardt gilt als einer der begabtesten Zeichner seiner Generation. 2023 erschien die Doppelbiografie des Zürcher Künstlerehepaares.